# Guido Vadalá
Guido Vadalá, argentinski nogometaš, * 8. februar 1997, Rosario, Argentina.
Bil je član argentinskega kluba Unión de Santa Fe.